# Мотив «спираль-поворот-спираль»

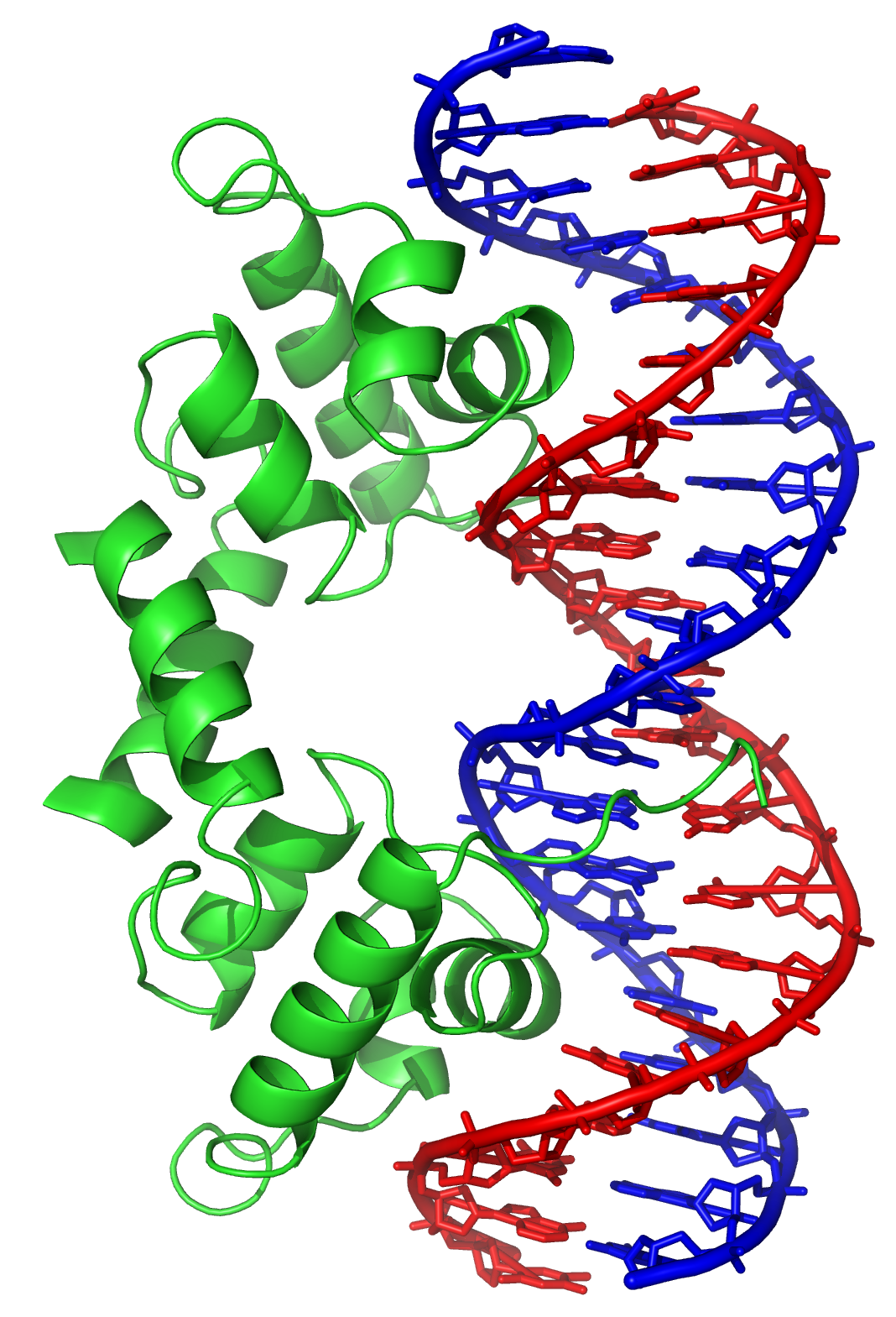
λ - репрессор бактериофагалямбда использует мотив «Спираль-поворот-спираль» (слева; зелёный) для связывания с ДНК (справа; синий и красный).

Спираль-поворот-спираль (от англ. Helix-Turn-Helix, HTH-мотив) — мотив в белках, способный взаимодействовать с ДНК. Он состоит из двух α-спиралей, соединенных короткой цепью аминокислот и входит в состав многих белков, регулирующих экспрессию генов. Не следует путать с доменом типа «спираль-петля-спираль» (англ. helix-loop-helix domain).

## Открытие
Мотив был обнаружен при анализе сходств в ряду генов, кодирующих белки-регуляторы транскрипции фага лямбда и кишечной палочки: Cro, CAP и λ-репрессора, у которых были обнаружены 20-25 аминокислотных последовательностей, участвующих в узнавании ДНК.

## Функции
Мотив спираль-поворот-спираль связывает ДНК. Узнавание и связывание обеспечивается двумя альфа-спиралями, одна из которых располагается в N-конце мотива, другая — в C-конце.
В большинстве случаев, как, например, в репрессоре Cro, вторая спираль участвует в узнавании ДНК и часто называется «узнающая спираль». Она связывается с большой бороздкой ДНК через серию водородных связей и различных Ван-дер-ваальсовых взаимодействий с экспонированными основаниями.
Другая α-спираль стабилизирует взаимодействие между белком и ДНК, но не играет особенно важную роль в её узнавании Обе спирали всегда имеют одинаковую ориентацию друг относительно друга.

## Классификация
Был предпринят ряд попыток классифицировать мотивы на основании структуры и пространственной организации их спиралей. Некоторые из основных типов описаны ниже.
- Двухспиральный — является простейшим вариантом. A fragment of Engrailed homeodomain encompassing only the two helices and the turn was found to be an ultrafast independently folding protein domain[9].

- Трёхспиральные. Примером белков, имеющих такой вариант домена, может служить активатор транскрипции Myb[10].

- Четырёхспиральные. Имеют в своём составе дополнительную C-концевую альфа-спираль, по сравнению с трёхспиральным вариантом. К этому типу относится LuxR-type DNA-binding HTH domain, найденный в бактериальных транскрипционных факторах и HTH-мотивы репрессоров TetR[11]. также существуют версии с дополнительными спиралями[12].

- Крылатый спираль-поворот-спираль. wHTH домен (англ. winged helix-turn-helix) — вариант, имеющий в своём составе 3 альфа-спирали и 3-4 бета-листа (англ. wing). Взаиморасположение спиралей и листов может быть вариабельным. В транскрипционном факторе ETC домен wHTH альфа-спирали и бета-листы располагаются в порядке α1-β1-β2-α2-α3-β3-β4, где третья альфа-спираль отвечает за узнавание ДНК[13][14].